# Имлор
Имлор  (также Им-Лор) — пресноводное озеро в Сургутском районе Ханты-Мансийского автономного округа России, в 30 километрах к северо-западу от посёлка Фёдоровский, на Среднеобской низменности. Принадлежит бассейну реки Тромъёган.
Площадь зеркала 34 км², площадь водосбора — 127 км². Длина 10 км, максимальная ширина 7,7 км, урез воды на отметке 75 м. Берега заболоченные, на отдельных участках извилистые, низкие, поросшие редколесьем. .
В озеро впадает несколько незначительных речек и ручьёв. Из озера на востоке вытекает река Моховая, впадающая в Тромъёган (приток Оби). Кроме того, Имлор соединяется протоками с несколькими соседними озёрами, в том числе с относительно крупным озером Ватьлор, расположенным к северу.
С середины 1980-х годов в районе Имлора ведётся нефтедобыча. Федоровское нефтяное месторождение разрабатывается компанией Сургутнефтегаз. Согласно оценкам, под водоёмом залегает порядка 1 млн тонн нефти.

## Священное озеро
Озеро является священным для коренного населения — хантов. Согласно легенде, на озере состоялся бой посланца Небесного Бога - Каменного медведя с Юганским богом. Каменный медведь был смертельно ранен и спущен под землю к своей матери для утешения. С тех пор к озеру приезжают люди, чтобы помолиться земным и небесным богам. На острове в центральной части водоёма регулярно происходят ритуальные действия (обычно в форме коллективных молений), в настоящее время — не реже одного раза в год, чаще всего зимой.